# Lavilletertre
Lavilletertre település Franciaországban, Oise megyében. Lakosainak száma 637 fő (2022. január 1.). Lavilletertre Bouconvillers, Chavençon, Liancourt-Saint-Pierre, Lierville, Monneville, Tourly, Chars és Neuilly-en-Vexin községekkel határos.

## Népesség
A település népességének változása:
| Lakosok száma | 517  | 501  | 531  | 534  | 550  | 640  | 640  | 643  | 637  |
|               | 2013 | 2015 | 2016 | 2017 | 2018 | 2019 | 2020 | 2021 | 2022 |